# Manegold de Lautenbah
Manegold de Lautenbah (c.1030-1103) va ser un filòsof medieval alemany. Va particicipar en la polèmica de les investidures, afirmant que ser rei era una professió i que com a tal podia deixar-se, defensant per tant el paper del Papa com a garant d'estabilitat. Va oposar-se a l'acceptació de gran part del pensament clàssic per part del cristianisme i va escriure violentes cartes per criticar els costums laxes de nobles i clergues